# Кореница (крепость)

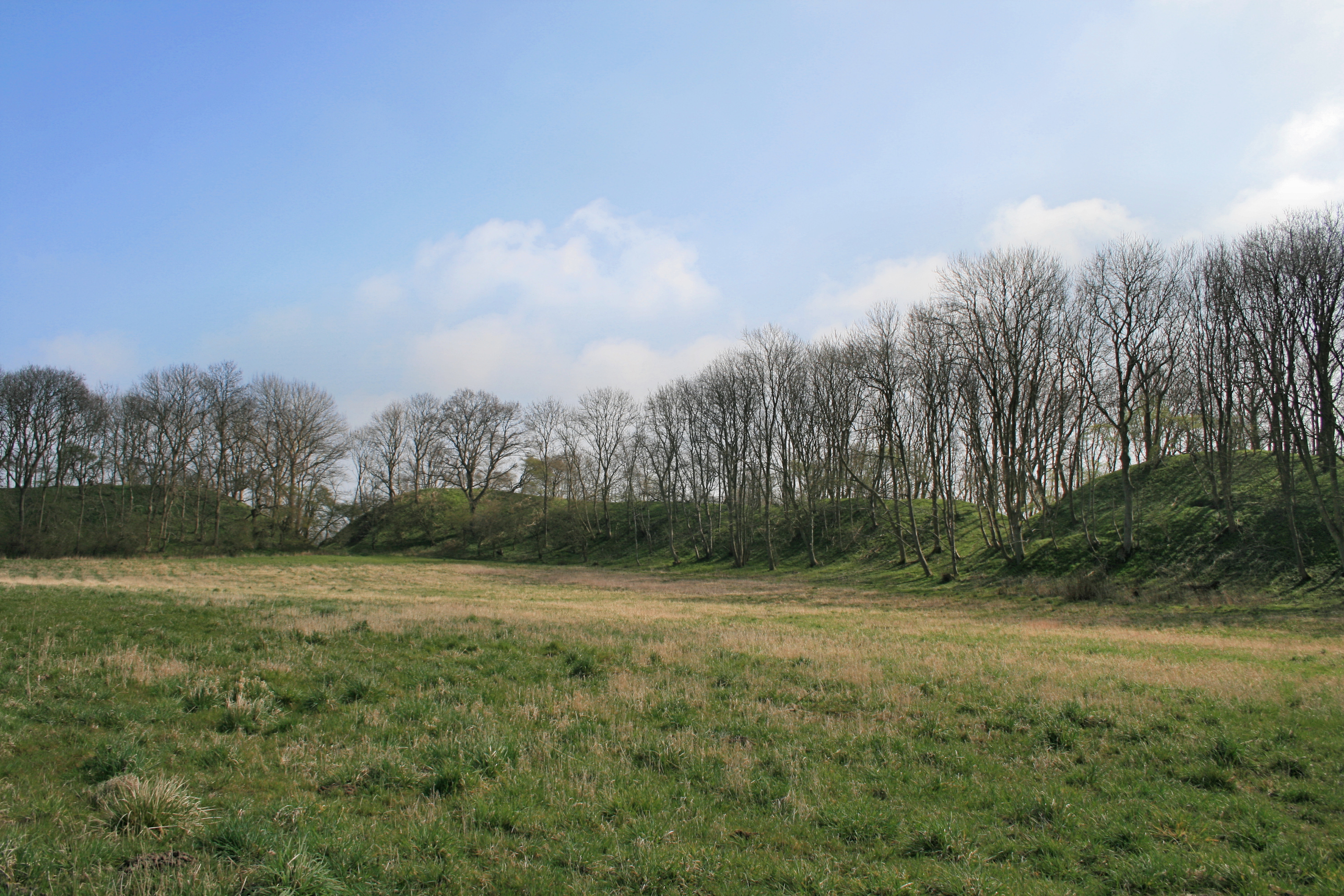
Валы Кореницы вблизи Венца.

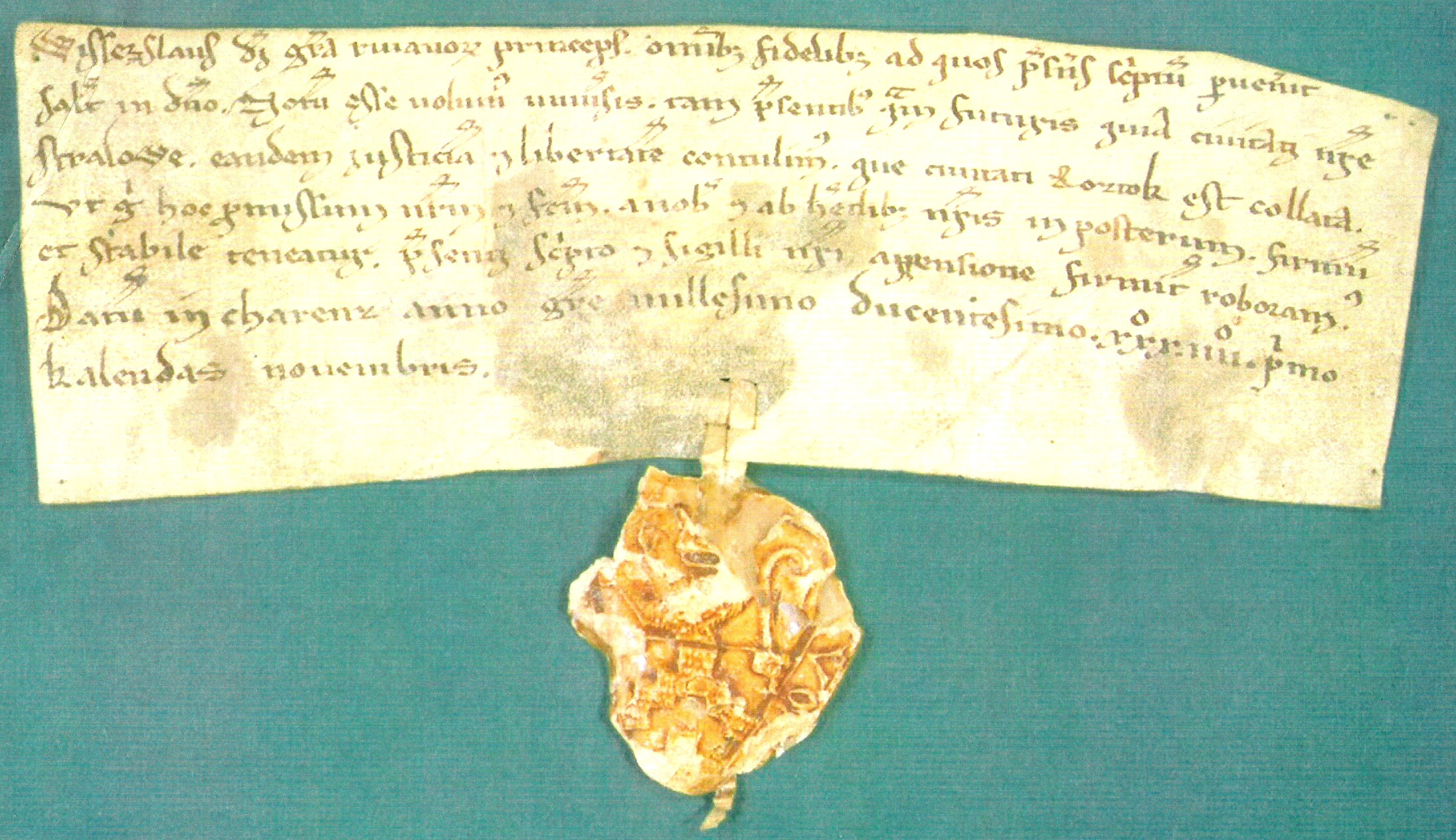
Документ 1234 года о предоставлении любекского права Штральзунду, подписанный в Коренице.

Кореница (Карентия, Каренц, Харенца) — средневековая крепость на острове Рюген. Являлась административным центром племени руян и княжества Рюген
Кореница была религиозным центром богов Ругевита, Поревита и Поренута. Главным религиозным центром руян была Аркона. Когда в 1168 году король Дании Вальдемар I и его архиепископ Абсалон завоевали Аркону, Кореница сдалась через несколько дней после переговоров датчан с руянскими князьями Теславом и Яромаром. Храмы были разрушены, а люди крещены. В 1180 году, администрация центра княжества Рюген переехала в Ругард (Rugard, сейчас Берген-на-Рюгене), в нескольких милях к юго-востоку от Кореницы.